# Taiwanomyia fragilicornis
Taiwanomyia fragilicornis är en tvåvingeart som först beskrevs av Riedel 1917.  Taiwanomyia fragilicornis ingår i släktet Taiwanomyia och familjen småharkrankar.
Artens utbredningsområde är Taiwan. Inga underarter finns listade i Catalogue of Life.